# Lophopanilla
Lophopanilla é um gênero de traça pertencente à família Arctiidae.